# دورة الأمم
دورة الأمم بطولة رياضية عالميّة لكرة القدم النسائية بدأت منذ عام 2017 بحيث تشارك فيها المنتخبات القومية لدول العالم في كرة القدم النسائية، وينظمها اتحاد الولايات المتحدة لكرة القدم في الأعوام التي لا تقام فيها بطولة كأس العالم لكرة القدم ودورة الألعاب الأوليمبية، وتستضيفها مدن الولايات المتحدة الأمريكية. كان عام 2021 استثنائياً في تاريخ هذه البطولة، حيث أقيمت نسخة عام 2021 من بطولة دورة الأمم قبل إقامة دورة الألعاب الأوليمبيّة (الأولمبياد) مباشرة نتيجة لتأجيل أولمبياد طوكيو بسبب جائحة فيروس كورونا، ثم أعلن اتحاد الولايات المتحدة لكرة القدم في 6 مايو 2021 أنه لن يعقد بطولة الأمم بعد ذلك لأن التغييرات الأخيرة التي أجراها الاتحاد الدولي لكرة القدم (الفيفا) في قوانين تنظيم البطولات الرياضية الدولية جعلت تنظيم البطولات الدولية بطريقة دورة روبن غير ممكناً.

## طريقة التنظيم
كانت البطولة حدثًا رياضيّاً عالميّاً جذابًا، حيث سمحت لأربع دول بمنافسة بعضها البعض. كانت البطولة تُقام بطريقة نظام دورة روبن، حيث يتم إعلان منتخب الدولة التي احتلت صدارة جدول مجموعة المنتخبات المتنافسة كفائز البطولة، وهو ذات النظام الذي يتّبعه اتحاد الولايات المتحدة الأمريكية في بطولة كرة القدم للسيدات الأخرى المعروفة باسم كأس شيبيليفز.

## النتائج
| النسخة | السنة | البطل            | الوصيف             | المركز الثالث | المركز الرابع |  |
| 1      | 2017  | أستراليا         | · الولايات المتحدة | · اليابان     | · البرازيل    |  |
| 2      | 2018  | الولايات المتحدة | · أستراليا         | · البرازيل    | · اليابان     |  |

## إحصائيات
| الترتيب | المنتخب          | عدد المشاركات. | لعب | فوز | تعادل | خسارة | الأهداف المحرزة | الأهداف المتلقاة | الفارق | نسبة الفوز بالمباريات% % | النقاط |
| ------- | ---------------- | -------------- | --- | --- | ----- | ----- | --------------- | ---------------- | ------ | ------------------------ | ------ |
| 1       | أستراليا         | 2              | 6   | 5   | 1     | 0     | 17              | 5                | +12    | 083٫33                   | 16     |
| 2       | الولايات المتحدة | 2              | 6   | 4   | 1     | 1     | 16              | 8                | +8     | 066٫67                   | 13     |
| 3       | البرازيل         | 2              | 6   | 1   | 1     | 4     | 9               | 19               | −10    | 016٫67                   | 4      |
| 4       | اليابان          | 2              | 6   | 0   | 1     | 5     | 6               | 16               | −10    | 000٫00                   | 1      |

## ترتيب هدافي البطولة
| الترتيب | اسم اللاعبة   | مجموع الأهداف |
| ------- | ------------- | ------------- |
| 1       | سام كير       | 6             |
| 2       | ألكس مورجان   | 5             |
| 3       | ميغان رابينوي | 3             |
| 4       | تاميكا بوت    | 2             |
| 4       | ليزا دي فانا  | 2             |
| 4       | كايتلين فورد  | 2             |
| 4       | أندريسا       | 2             |
| 4       | كاميلا        | 2             |
| 4       | يوكا موميكي   | 2             |
| 4       | مينا تاناكا   | 2             |
| 4       | جولي إرتز     | 2             |